# Congosto (metrostation)
Congosto is een metrostation in de Spaanse hoofdstad Madrid. Het station werd geopend op 3 maart 1999 en wordt bediend door lijn 1 van de metro van Madrid.